# شینیس پالاسیوس
شینیس آلوندرا پالاسیوس کورنیخو (اسپانیایی: Sheynnis Alondra Palacios Cornejo‎؛ زاده ۳۰ مه ۲۰۰۰) مدل و ملکه زیبایی اهل نیکاراگوئه است که برنده دوشیزه جهان ۲۰۲۳ شده است. او که قبلا برنده دوشیزه نیکاراگوئه ۲۰۲۳ بود اولین نیکاراگوئه ای بود که برنده دوشیزه جهان شد.
قبل از دوشیزه جهان، او در مراسم دوشیزه دنیا ۲۰۲۱ به عنوان دوشیزه دنیا نیکاراگوئه ۲۰۲۰ شرکت کرد و در ۴۰ نفر برتر قرار گرفت.